# Hypselospinus
Hypselospinus là một chi khủng long, được Norman mô tả khoa học năm 2010.